# Powder River County
Powder River County är ett administrativt område i delstaten Montana, USA, med 1 743 invånare.  Den administrativa huvudorten (county seat) är Broadus. 

## Geografi
Enligt United States Census Bureau så har countyt en total area på 8 542 km². 8 539 km² av den arean är land och 3 km² är vatten. 

### Angränsande countyn
- Big Horn County, Montana - väst
- Rosebud County, Montana - väst
- Custer County, Montana - nord
- Carter County, Montana - öst
- Crook County, Wyoming - sydost
- Campbell County, Wyoming - syd
- Sheridan County, Wyoming - sydväst